# Orsogna
Orsogna est une commune de la province de Chieti dans la région Abruzzes en Italie.

## Administration
| Période                                  | Période  | Identité                | Étiquette | Qualité |
| ---------------------------------------- | -------- | ----------------------- | --------- | ------- |
| 14 juin 2004                             | En cours | Alessandro D'Alessandro |           |         |
| Les données manquantes sont à compléter. |          |                         |           |         |

### Hameaux
Feuduccio, Ritiro, San Basile, Sterparo, Valli-Coste di Moro 

### Communes limitrophes
Ari, Arielli, Canosa Sannita, Castel Frentano, Filetto, Guardiagrele, Lanciano, Poggiofiorito